# Кукана (Удине)
Кукана је насеље у Италији у округу Удине, региону Фурланија-Јулијска крајина.
Према процени из 2011. у насељу је живело 223 становника. Насеље се налази на надморској висини од 34 м.